# Pfarrkirche St. Margarethen im Lavanttal

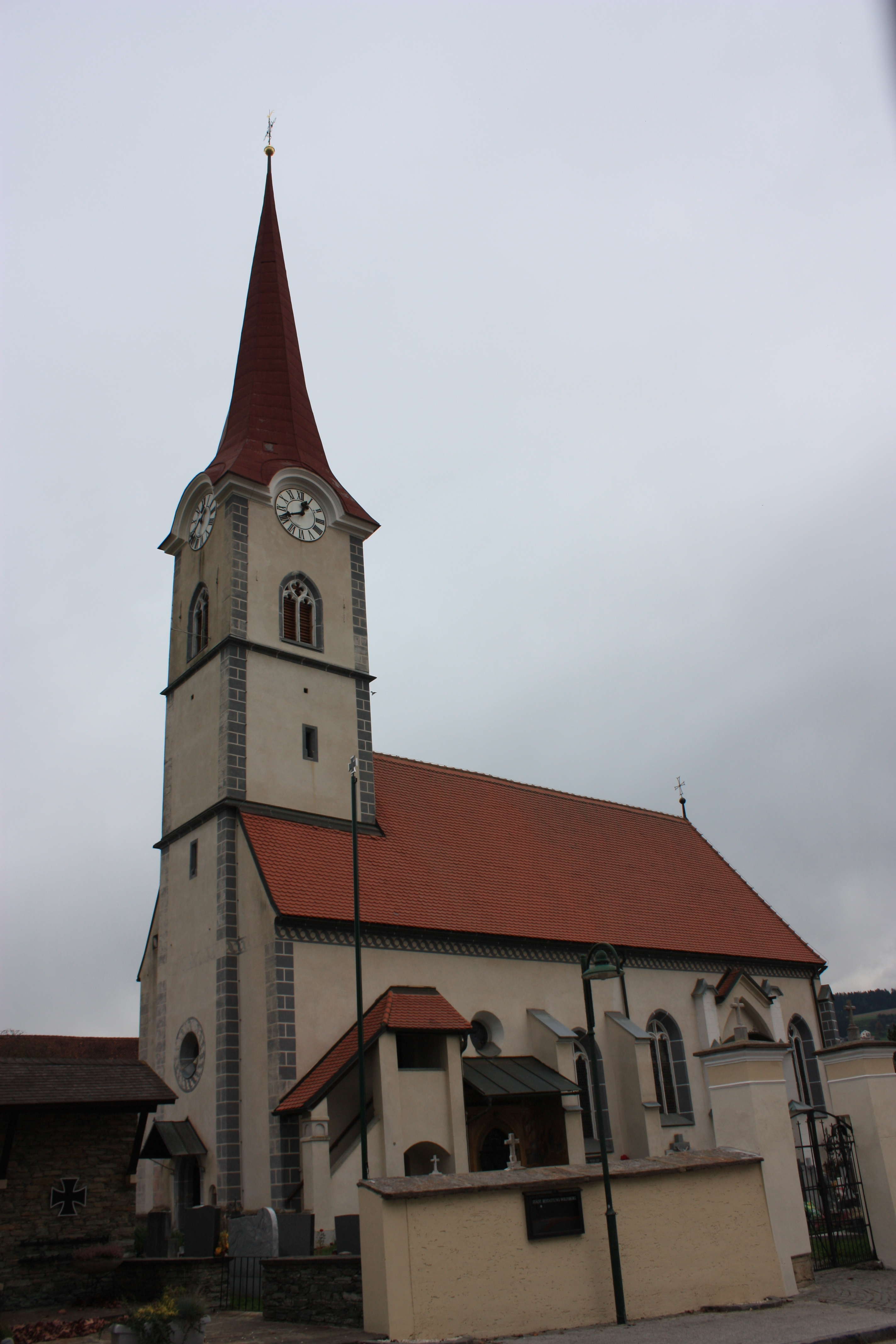
Katholische Pfarrkirche St. Margarethen im Lavanttal

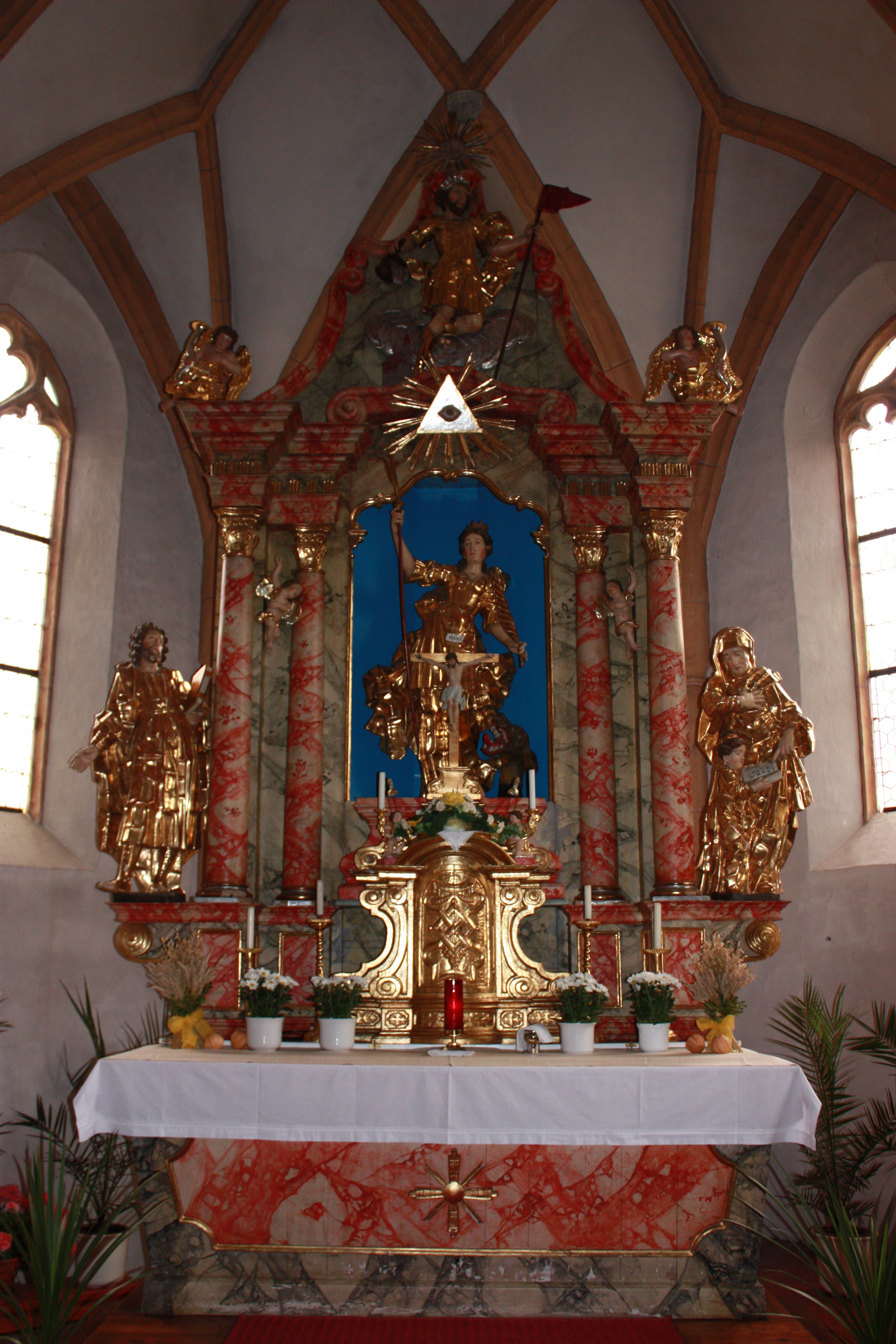
Hochaltar

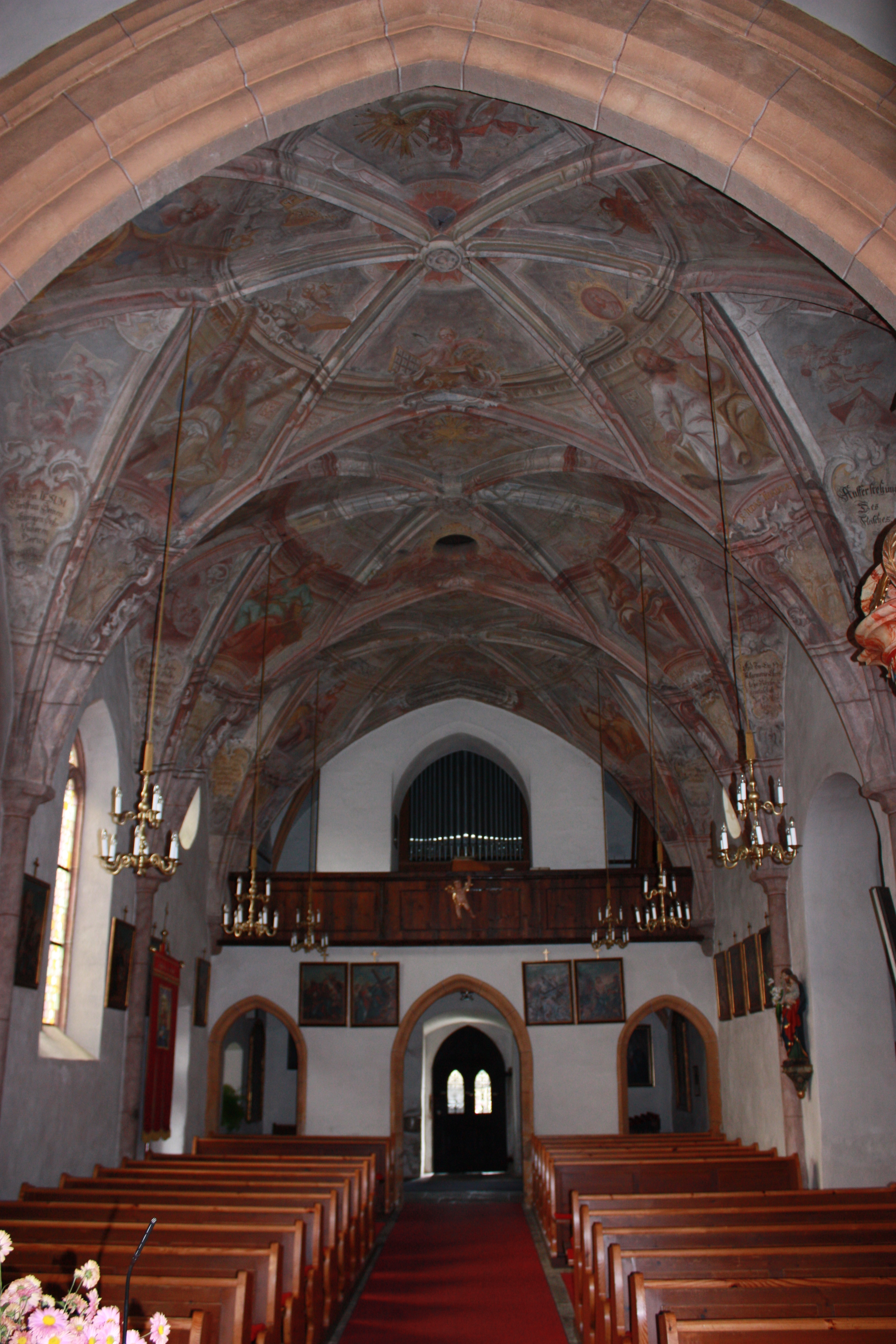
Langhaus, Blick zur Orgel

Die Pfarrkirche St. Margarethen im Lavanttal steht an der Durchfahrtsstraße mittig im Ort St. Margarethen im Lavanttal in der Stadtgemeinde Wolfsberg in Kärnten. Die dem Patrozinium hl. Margareta von Antiochia unterstellte römisch-katholische Pfarrkirche gehört zum Dekanat Wolfsberg in der Diözese Gurk-Klagenfurt. Die Kirche steht unter Denkmalschutz (Listeneintrag).

## Geschichte
Die Kirche wurde 1289 erstmals erwähnt. Der spätgotischer Kirchenbau wurde 1530 fertiggestellt.

## Architektur
Am Langhaus befinden sich zweistufige, am gleich breiten Chor dreistufige Strebepfeiler, die im Mittelteil übereck gestellt sind. Der Westturm ist in das Emporenjoch eingestellt und springt leicht aus der Fassade hervor. Der Turm besitzt im Glockengeschoß zweibahnige gotische Maßwerksfenster und wird von einem Spitzhelm aus dem 19. Jahrhundert bekrönt. Die Kirche hat an Langhaus und Chor zweibahnige Maßwerkfenster. An der östlichen Außenmauer ist ein römerzeitliches Grabinschriftfragment angebracht. Ein weiteres römerzeitliches Relieffragment mit vegetativem Dekor befindet sich am linken Pfeiler des Kirchhofeingangs. Die gemalte barocke Portalumrahmung mit der Darstellung des heiligen Johannes und der heiligen Margareta am Südportal wurde Mitte des 18. Jahrhunderts von Johannes Sattler geschaffen. Betreten wird die Kirche durch das gotisch profilierte Westportal. Der Emporenaufgang ist an der Südseite mit 1847 bezeichnet. Die kreuzrippengewölbte Vorhalle unter der Westempore ist in drei Arkaden zum Langhaus hin geöffnet.
Über dem einschiffigen dreijochigen Langhaus erhebt sich ein Netzrippengewölbe auf Runddiensten mit Achteckkapitellen aus dem späten 15. Jahrhundert. Das Netzrippengewölbe im einjochigen Chor mit Fünfachtelschluss ruht auf Diensten und ist am östlichen Rippenkreuzpunkt mit M. Niklas 1530 bezeichnet. An der Nordseite des mittleren Langhausjoches ist eine spätbarocke, platzlgewölbte Kapelle angebaut. Die Sakristei mit Stichkappengewölbe befindet sich an der Nordseite des Chores.
Das Wandgemälde an der Langhausnordwand zeigt unter anderem die Kreuzesanbetung die Mannalese und ist an der Votivinschrift mit 1541 bezeichnet. Das gotische Rippengewölbe des Langhauses ist mit Malereien von Johann Sattler aus dem Jahre 1753 ausgestattet. In den drei Jochen ist jeweils eine illusionistische Kuppel gemalt. In den als Trompen interpretierten Eckrauten ist jeweils ein Apostel dargestellt darunter auf Kartuschen deren Martyrium. Auf Inschriftkartuschen in den Stichkappen ist das Credo wiedergegeben.

## Ausstattung
Auf dem Hochaltar aus dem zweiten Viertel des 18. Jahrhunderts sind Statuen aufgestellt, die um 1750 von Franz Anton Detl geschaffen wurden. In der Mittelnische steht die heilige Margareta mit dem Drachen. Auf seitlichen Postamenten steht links Joachim und rechts Anna, die Maria das Lesen lehrt. Über der Mittelnische ist das Auge Gottes angebracht. Im Aufsatz steht die Statue des heiligen Florian.
Der linke Wandaltar stammt aus dem letzten Viertel des 17. Jahrhunderts. Darauf steht eine Madonna im Strahlenkranz zwischen den Heiligen Dominikus und Katharina von Siena. Diese Statuen wurden um 1700 gefertigt. Im Aufsatzbild ist die Heilige Dreifaltigkeit dargestellt. Neben dem Altar stehen auf Konsolen die Figuren der Heiligen Laurentius mit dem Rost und Antonius mit einem Schwein.
Der rechte Wandaltar aus der Mitte des 17. Jahrhunderts zeigt im Mittelbild den Apostel Andreas, flankiert von den gotischen Staaten der Heiligen Christophorus und Sebastian vom Anfang des 16. Jahrhunderts. Im Oberbild ist der Apostel Paulus zu sehen.
Die Kanzel stammt aus dem zweiten Viertel des 18. Jahrhunderts. Der Kanzelkorb wird durch Blütengehänge gegliedert, an den drei Brüstungsfeldern sind Kartuschen mit Gitterwerksornament angebracht. Die Voluten des Schalldeckels tragen die vergoldete Figur eines Heiligen mit Buch. An der Unterseite des Schalldeckels ist eine Heilig-Geist-Taube angebracht.
In der Seitenkapelle hängt ein großes Kruzifix umgeben von den Konsolfiguren der Maria und des Johannes. Links im Chor ist eine Konsolfigur der Heiligen Margareta zu sehen, die um 1410 im weichen Stil geschnitzt wurde.